# Corystauchenus beroni
Corystauchenus beroni är en mångfotingart som beskrevs av Hoffman 1994. Corystauchenus beroni ingår i släktet Corystauchenus och familjen Chelodesmidae. Inga underarter finns listade i Catalogue of Life.